# Монбардон
Монбардо́н (фр. Monbardon) — коммуна во Франции, находится в регионе Юг — Пиренеи. Департамент — Жер. Входит в состав кантона Масёб. Округ коммуны — Миранд.
Код INSEE коммуны — 32260.

## География

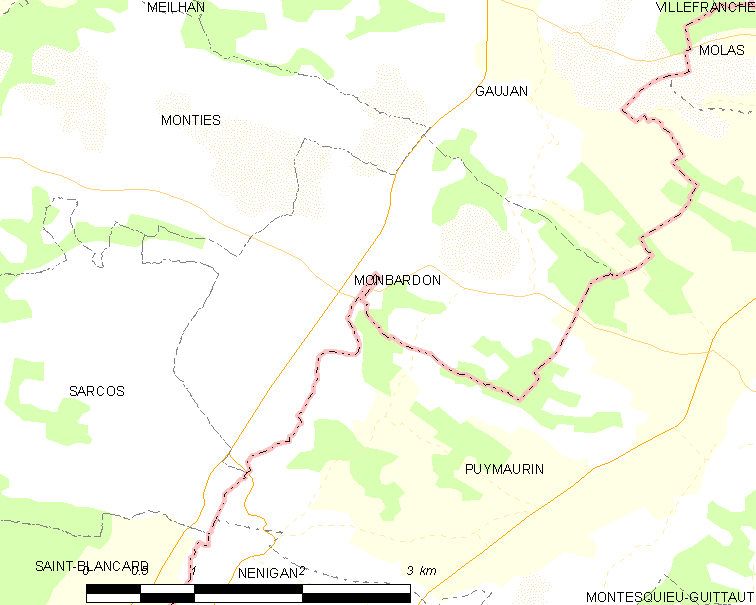
Карта коммуны

Коммуна расположена приблизительно в 630 км к югу от Парижа, в 65 км юго-западнее Тулузы, в 31 км к югу от Оша.
По территории коммуны протекает река Жимон.

## Климат
Климат умеренно-океанический. Лето жаркое и немного дождливое, температура часто превышает 35 °С. Зимой часто бывает отрицательная температура и ночные заморозки. Годовое количество осадков — 700—900 мм.

## Население
Население коммуны на 2010 год составляло 94 человека.
| 1962 | 1968 | 1975 | 1982 | 1990 | 1999 | 2010 |
| ---- | ---- | ---- | ---- | ---- | ---- | ---- |
| 86   | 103  | 104  | 103  | 104  | 88   | 94   |

## Администрация
| Период | Период | Фамилия      | Партия | Примечания |
| ------ | ------ | ------------ | ------ | ---------- |
| 2001   | 2008   | Жан-Луи Ре   |        |            |
| 2008   | 2020   | Франсис Рудо |        |            |

## Экономика
В 2010 году среди 49 человек трудоспособного возраста (15-64 лет) 38 были экономически активными, 11 — неактивными (показатель активности — 77,6 %, в 1999 году было 76,3 %). Из 38 активных жителей работали 36 человек (20 мужчин и 16 женщин), безработных было 2 (1 мужчина и 1 женщина). Среди 11 неактивных 3 человека были учениками или студентами, 4 — пенсионерами, 4 были неактивными по другим причинам.

## Фотогалерея

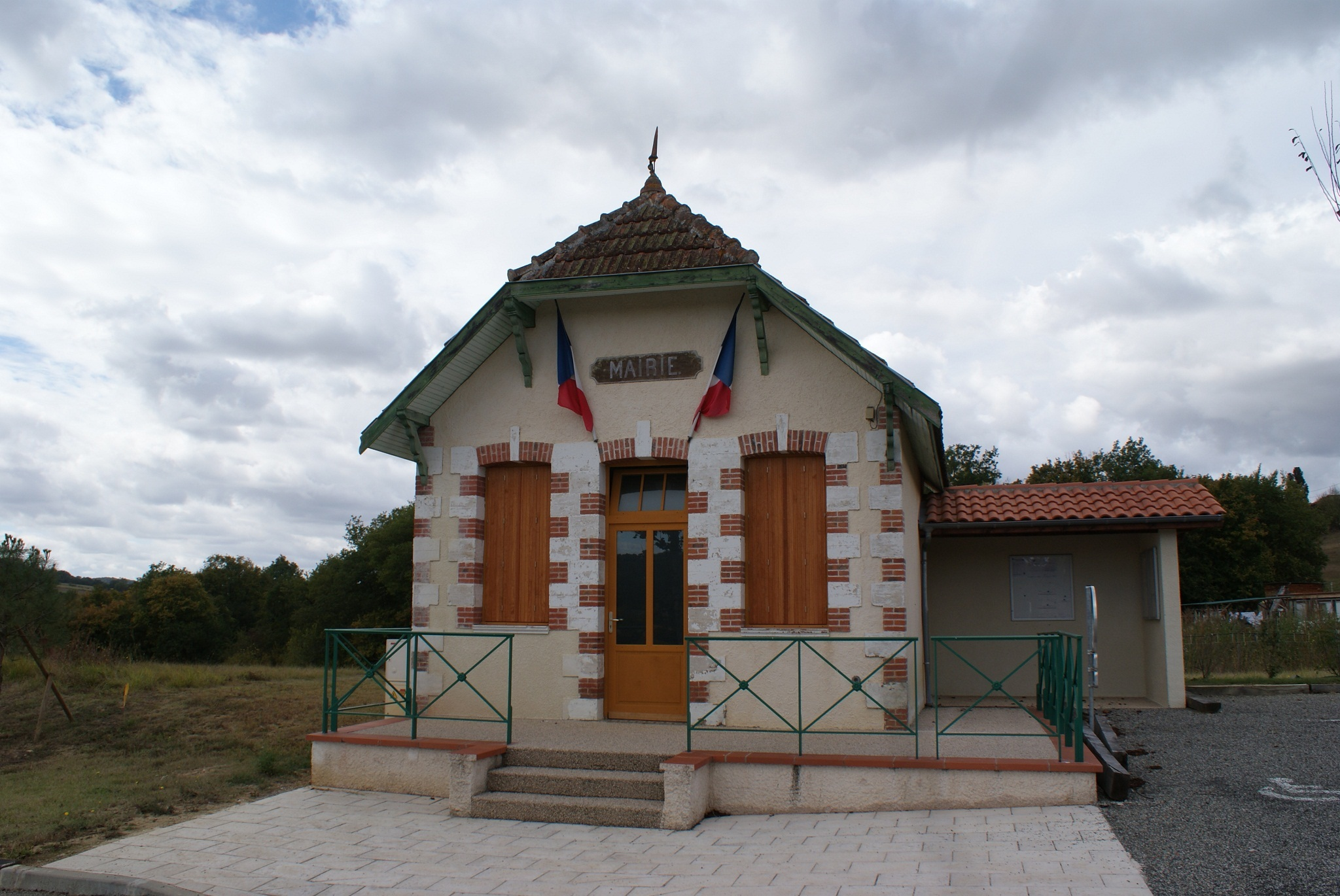
Мэрия
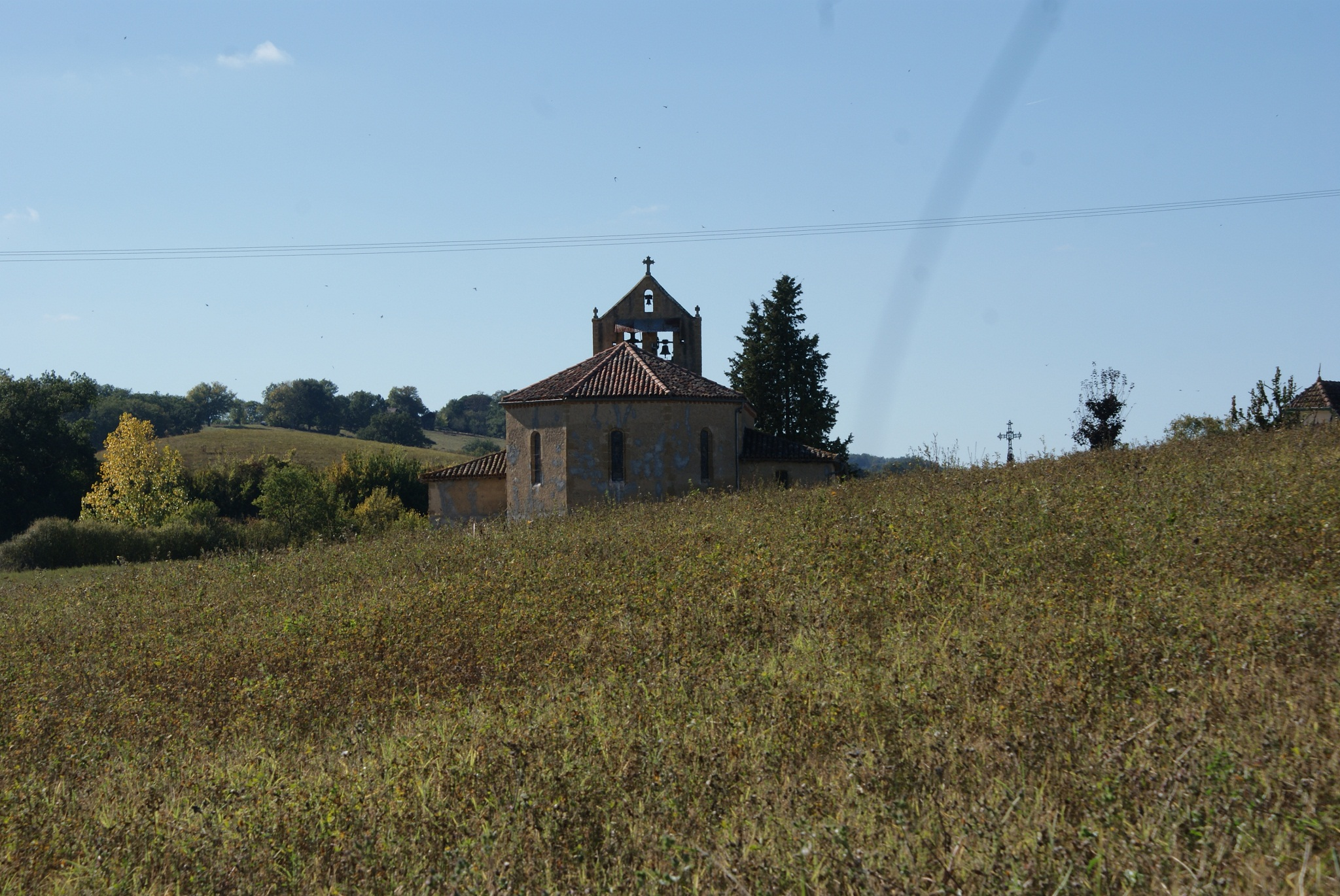
Церковь
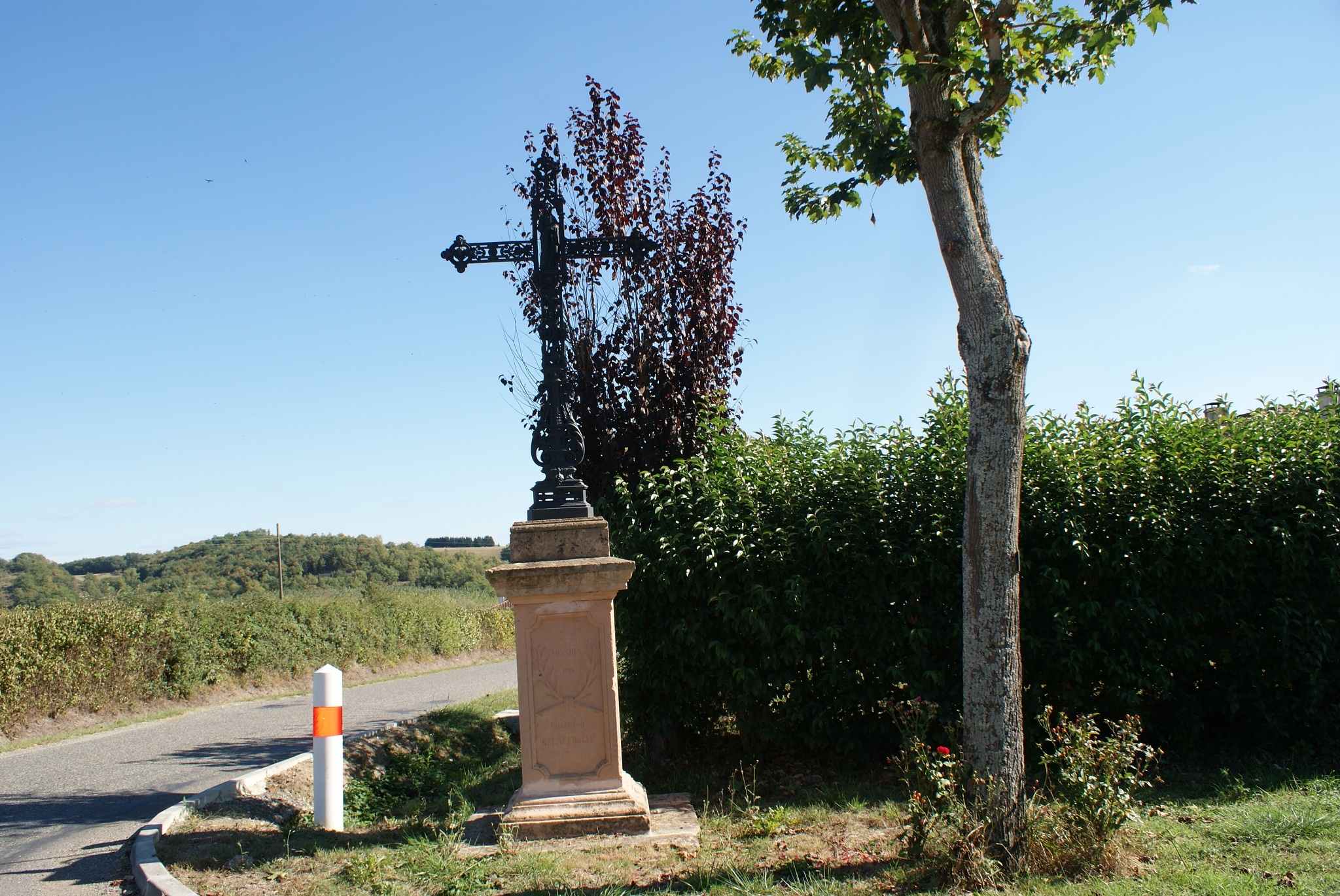
Придорожный крест
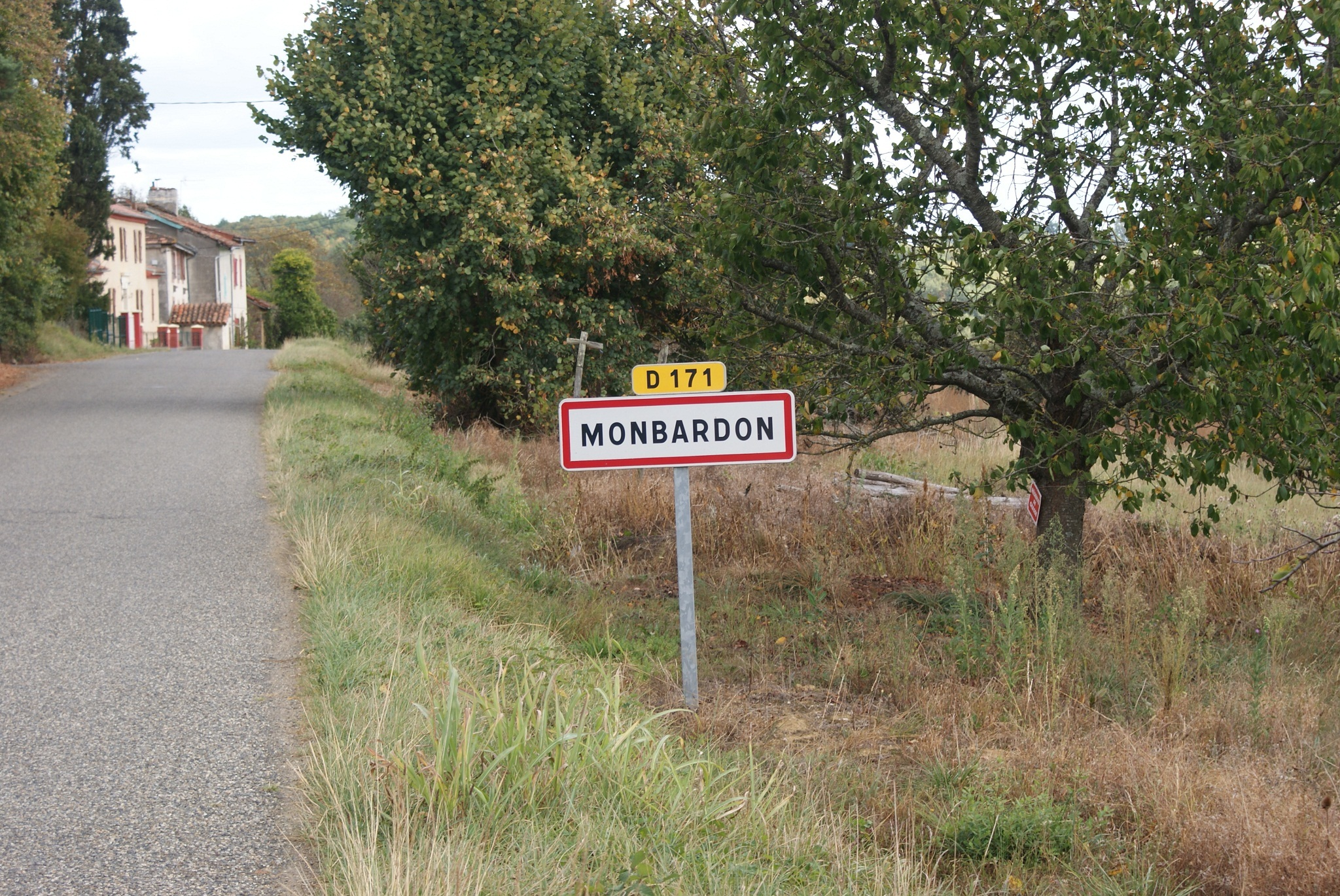
Въезд в Монбардон